# Krzysztof Pośpiech
Krzysztof Jakub Pośpiech (ur. 24 lipca 1944 w Zagajowie k. Pińczowa, zm. 21 września 2011 w Łodzi) – dyrygent, chórmistrz, pedagog, wielki animator życia kulturalnego ziemi częstochowskiej.

## Życiorys
W 1965 roku ukończył Państwowe Liceum Muzyczne im. Karola Szymanowskiego w Katowicach, w 1980 roku Państwową Wyższą Szkołę Muzyczną w Katowicach (obecnie Akademia Muzyczna im. Karola Szymanowskiego w Katowicach). W latach 1965–1987 pracował w II Liceum Ogólnokształcącym im. Romualda Traugutta w Częstochowie. Uczył w Zespole Szkół Muzycznych im. Marcina Józefa Żebrowskiego w Częstochowie, gdzie prowadził chór mieszany i orkiestrę symfoniczną. Wykładał na Akademii im. Jana Długosza w Częstochowie w Instytucie Muzyki. Zasiadał w Radzie Kultury przy Prezydencie Miasta Częstochowy, Radach Programowych wielu częstochowskich instytucji kulturalnych. Przez wiele lat pełnił funkcję dyrektora artystycznego częstochowskiego oddziału Polskiego Związku Chórów i Orkiestr.
Współpracował z Filharmonią Częstochowską, gdzie prowadził chór, był także dyrygentem chóru Pochodnia i pomysłodawcą Międzynarodowego Festiwalu Muzyki Sakralnej „Gaude Mater”. W 1991 założył Ośrodek Promocji Kultury „Gaude Mater” w Częstochowie, którego był dyrektorem w latach 1991–95. Był pomysłodawcą cyklicznego projektu „Święto muzyki” (listopad – św. Cecylii), Ogólnopolskiego Festiwalu Muzyki Chóralnej „Ars-Chori” oraz Ogólnopolskiego Festiwalu Pieśni Pielgrzymkowej i Liturgicznej „Gaudium et Gloria”. Był także popularyzatorem znanych śpiewaków operowych Jana, Edwarda i Józefiny Reszków, co objawiało się w zainicjowaniu konkursu wokalnego imienia tychże śpiewaków.
Był założycielem harcerskiego zespołu pieśni i tańca „Totem”, z którym w 1974 roku zajął II miejsce w V Ogólnopolskim Festiwalu Piosenki Zaangażowanej oraz Czerwoną Lutnię w Zabrzu w grupie chórów dziecięcych i młodzieżowych, w 1976 wystąpił w Czechosłowacji oraz nagrał widowisko muzyczne emitowane w telewizji ogólnopolskiej, a w 1978 zdobył „Złotą Jodłę” na V Ogólnopolskim Harcerskim Festiwalu Kultury Młodzieży Szkolnej „Kielce 78”.
Krzysztof Pośpiech jako dyrygent chóru i orkiestry odbywał liczne podróże zagraniczne. W 1988 roku chór żeński pod jego batutą zajął I miejsce z wyróżnieniem Cum laude w Międzynarodowym Festiwalu Chóralnym w Neerpelt (Belgia). W 1997 roku w Monheim am Rhein i Leverkusen (Niemcy), Saint-Maurice-de-Beynost (Francja), w 1998 roku dwukrotnie w Neerpelt w Belgii, uczestniczył w 46 edycji Europejskiego Muzycznego Festiwalu Młodzieży i został laureatem tej konkursowej imprezy. Odbył podróże artystyczne do Anglii, Czech, Francji, Szwecji, Hiszpanii, Portugalii
.
Chóry pod jego kierownictwem wykonywały najtrudniejsze utwory z repertuaru chóralnego, m.in. Jan Sebastian Bach Pasja według św. Jana (BWV 245), Ludwig van Beethoven IX Symfonia d-moll, Wolfgang Amadeus Mozart Requiem d-moll (KV 626), Msza koronacyjna (KV 317), Aleksandr Borodin Tańce połowieckie i in.
Zmarł 21 września 2011 roku w Centrum Zdrowia Matki Polki w Łodzi wskutek choroby nowotworowej, pochowany został 24 września na Cmentarzu Komunalnym w Częstochowie w Alei Zasłużonych.

## Odznaczenia
Odznaczony m.in. Złotym Krzyżem Zasługi, Odznaką Zasłużony Działacz Kultury, Złotą Odznaką Honorową za Zasługi dla Województwa Śląskiego, w 2001 Nagrodą Prezydenta Miasta Częstochowy, a w 2005 Nagrodą Marszałka Województwa Śląskiego.